# Magdalena (Nuevo México)
Magdalena es una villa ubicada en el condado de Socorro en el estado estadounidense de Nuevo México. En el Censo de 2010 tenía una población de 938 habitantes y una densidad poblacional de 57,84 personas por km².

## Geografía
Magdalena se encuentra ubicada en las coordenadas 34°6′34″N 107°13′54″O / 34.10944, -107.23167. Según la Oficina del Censo de los Estados Unidos, Magdalena tiene una superficie total de 16.22 km², de la cual 16.22 km² corresponden a tierra firme y (0%) 0 km² es agua.

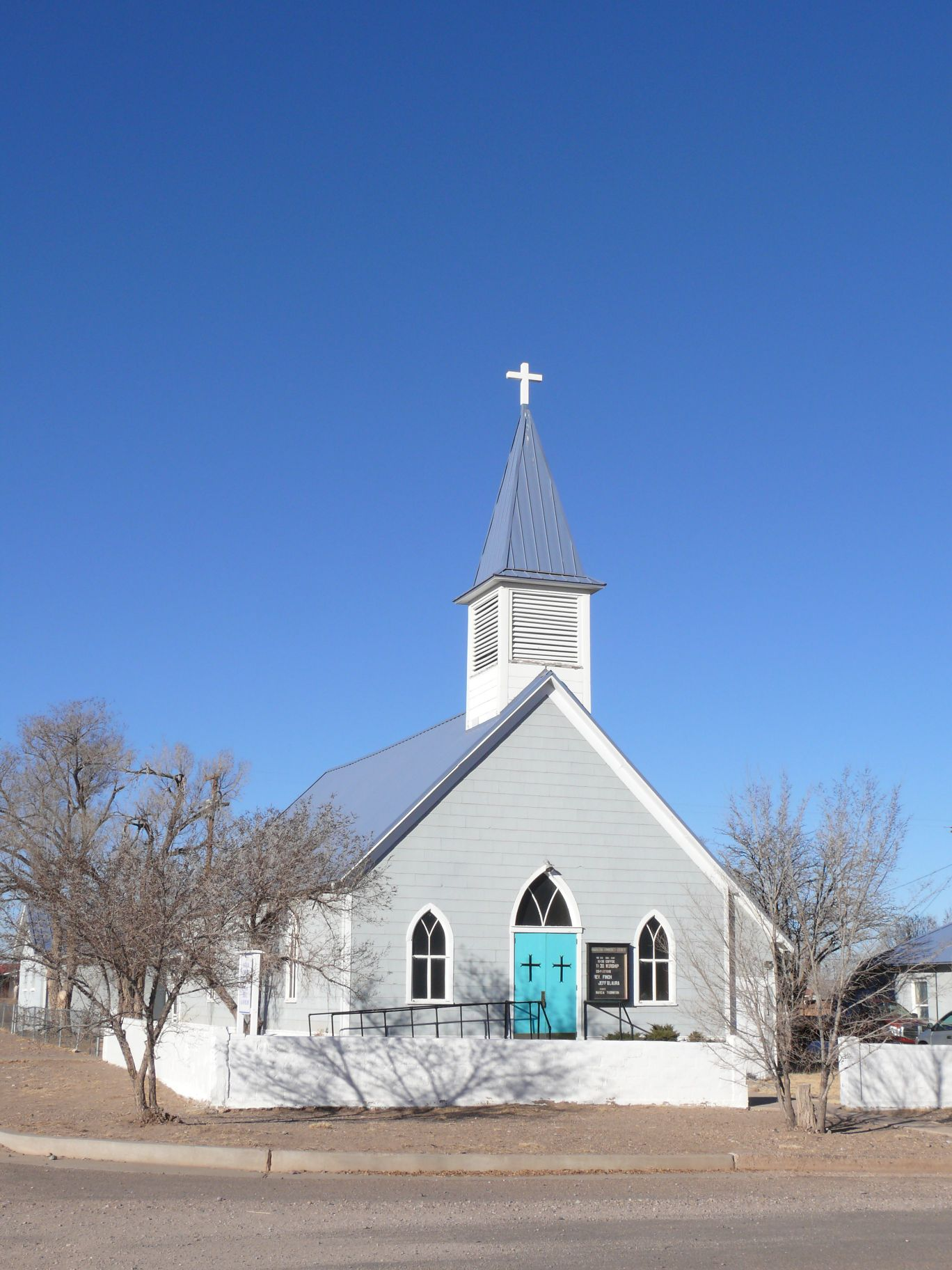
Iglesia
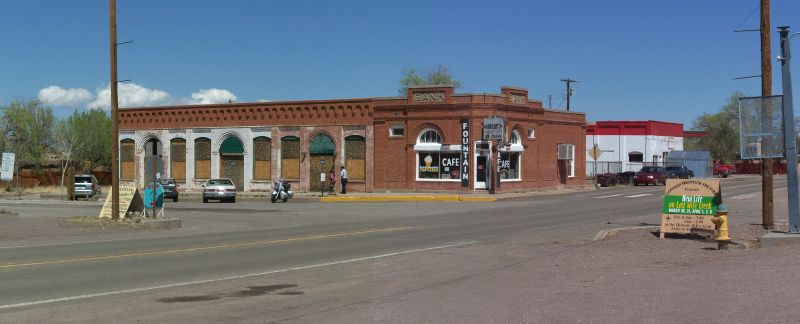
Main Street

## Demografía
Según el censo de 2010, había 938 personas residiendo en Magdalena. La densidad de población era de 57,84 hab./km². De los 938 habitantes, Magdalena estaba compuesto por el 73.03% blancos, el 0.53% eran afroamericanos, el 13.22% eran amerindios, el 0.11% eran asiáticos, el 0.11% eran isleños del Pacífico, el 8.85% eran de otras razas y el 4.16% pertenecían a dos o más razas. Del total de la población el 44.99% eran hispanos o latinos de cualquier raza.